# 云南雀稗
云南雀稗（学名：Paspalum delavayi）为禾本科雀稗属下的一个种。

## 扩展阅读
- 維基物種上的相關：云南雀稗